# 南大桥乡
南大桥乡，是中华人民共和国河南省信阳市固始县下辖的一个乡镇级行政单位。

## 行政区划
南大桥乡下辖以下地区：
街道社区、大岗村、大庄村、夏集村、瓦庙村、黄柏村、石岗村、桂岗村、董营村、陈营村、郑堂村、谢楼村、安埠村和陆桥村。